# Ма Хуань
Ма Хуань (*馬歡, 1380 —1460) — китайський мандрівник, письменник, перекладач часів династії Мін.

## Життєпис
Народився у 1380 році у м. Куайцзі (сучасна провінція Чжецзян). Про його родину мало відомостей. Отримав гарну освіту, знав декілько мов. У зв'язку з цим (а також тим що також був мусульманином) його було запрошено Чжен Хе взяти участь в його експедиціях. У 1413 році Ма хуань учасник морської мандрівки до Чампи, Яви, Суматри, Палембану, Сіаму, Кочі, Ормузу. Згодом був учасником 6-ї у 1421 році та 7-ї у 1431 році експедицій Чжен Хе. Про його діяльність на державних посадах після завершення походів немає відомостей. Здебільшого займався літературною діяльністю.

## Праця
Написана Ма Хуанєм книга «Ін'яй шенлань» («Огляд берегів океану») є найважливішим відомим натепер першоджерелом про плавання Чжен Хе. Він почав роботу над книгою в 1415 році, після повернення з 4-го плавання флоту Чжен Хе, спільно зі своїм товаришем і колегою по плаванню, Го Чунлі. Перша версія книги була закінчена у 1416 році. Надалі Ма Хуань доповнював її новим матеріалом. Разом з Го Чунлі, Ма Хуань продовжував роботу над книгою, і вона була нарешті вийшла друком у 1451 році.
На думку істориків, «Ін'яй шенлань», поряд з мемуарами інших учасників плавань, стала джерелом фактичної основи фантастичного роману Ло Маодена «Подорож у Західний Океан» (1597 рік). З неї ж мабуть черпали інформацію щодо відвіданних китайським флотом країнах і автори офіційної «Історії Династії Мін», опублікованої у 1739 році.